# Lista över fornlämningar i Linköpings kommun (Vårdsberg)
Lista över fornlämningar i Linköpings kommun (Vårdsberg) är en förteckning av ett urval av de fornlämningar som finns i Vårdsberg i Linköpings kommun.
| Namn                             | Lämningstyp                      | Tillkomsttid | Historisk indelning     | Plats | Läge                 | ID-nr          | Bild                                 |
| -------------------------------- | -------------------------------- | ------------ | ----------------------- | ----- | -------------------- | -------------- | ------------------------------------ |
| Vårdsberg 2:1                    | Gravfält                         |              | Vårdsberg, Östergötland |       | 58.419061, 15.722780 | 10052900020001 | Ladda upp en bild av detta fornminne |
| Vårdsberg 3:1                    | Stensättning                     |              | Vårdsberg, Östergötland |       | 58.416958, 15.719128 | 10052900030001 | Ladda upp en bild av detta fornminne |
| Vårdsberg 4:1                    | Stensättning                     |              | Vårdsberg, Östergötland |       | 58.416182, 15.715258 | 10052900040001 | Ladda upp en bild av detta fornminne |
| Vårdsberg 5:1                    | Stensättning                     |              | Vårdsberg, Östergötland |       | 58.416798, 15.710848 | 10052900050001 | Ladda upp en bild av detta fornminne |
| Vårdsberg 6:1                    | Stensättning                     |              | Vårdsberg, Östergötland |       | 58.417595, 15.699506 | 10052900060001 | Ladda upp en bild av detta fornminne |
| Vårdsberg 7:1                    | Stensättning                     |              | Vårdsberg, Östergötland |       | 58.417810, 15.705351 | 10052900070001 | Ladda upp en bild av detta fornminne |
| Vårdsberg 8:1                    | Stensättning                     |              | Vårdsberg, Östergötland |       | 58.415294, 15.704058 | 10052900080001 | Ladda upp en bild av detta fornminne |
| Vårdsberg 8:2                    | Stensättning                     |              | Vårdsberg, Östergötland |       | 58.415613, 15.703621 | 10052900080002 | Ladda upp en bild av detta fornminne |
| Vårdsberg 8:3                    | Stensättning                     |              | Vårdsberg, Östergötland |       | 58.415875, 15.702928 | 10052900080003 | Ladda upp en bild av detta fornminne |
| Vårdsberg 9:1                    | Stensättning                     |              | Vårdsberg, Östergötland |       | 58.414331, 15.698613 | 10052900090001 | Ladda upp en bild av detta fornminne |
| Vårdsberg 9:2                    | Stensättning                     |              | Vårdsberg, Östergötland |       | 58.414422, 15.698434 | 10052900090002 | Ladda upp en bild av detta fornminne |
| Midsommarbacken (Vårdsberg 10:1) | Stensättning                     |              | Vårdsberg, Östergötland |       | 58.410100, 15.721667 | 10052900100001 | Ladda upp en bild av detta fornminne |
| Midsommarbacken (Vårdsberg 10:2) | Stensättning                     |              | Vårdsberg, Östergötland |       | 58.410431, 15.721463 | 10052900100002 | Ladda upp en bild av detta fornminne |
| Vårdsberg 11:1                   | Stensättning                     |              | Vårdsberg, Östergötland |       | 58.408374, 15.730607 | 10052900110001 | Ladda upp en bild av detta fornminne |
| Vårdsberg 11:2                   | Stensättning                     |              | Vårdsberg, Östergötland |       | 58.408205, 15.730379 | 10052900110002 | Ladda upp en bild av detta fornminne |
| Vårdsberg 12:1                   | Stensättning                     |              | Vårdsberg, Östergötland |       | 58.408815, 15.730290 | 10052900120001 | Ladda upp en bild av detta fornminne |
| Vårdsberg 13:1                   | Hög                              |              | Vårdsberg, Östergötland |       | 58.409747, 15.732071 | 10052900130001 | Ladda upp en bild av detta fornminne |
| Vårdsberg 14:1                   | Stensättning                     |              | Vårdsberg, Östergötland |       | 58.412808, 15.727311 | 10052900140001 | Ladda upp en bild av detta fornminne |
| Vårdsberg 14:2                   | Stensättning                     |              | Vårdsberg, Östergötland |       | 58.412977, 15.727939 | 10052900140002 | Ladda upp en bild av detta fornminne |
| Vårdsberg 16:1                   | Stensättning                     |              | Vårdsberg, Östergötland |       | 58.406107, 15.710113 | 10052900160001 | Ladda upp en bild av detta fornminne |
| Vårdsberg 16:2                   | Stensättning                     |              | Vårdsberg, Östergötland |       | 58.406361, 15.710001 | 10052900160002 | Ladda upp en bild av detta fornminne |
| Vårdsberg 25:1                   | Stensättning                     |              | Vårdsberg, Östergötland |       | 58.396279, 15.729212 | 10052900250001 | Ladda upp en bild av detta fornminne |
| Vårdsberg 26:1                   | Stensättning                     |              | Vårdsberg, Östergötland |       | 58.393348, 15.736101 | 10052900260001 | Ladda upp en bild av detta fornminne |
| Vårdsberg 27:1                   | Stensättning                     |              | Vårdsberg, Östergötland |       | 58.393576, 15.738799 | 10052900270001 | Ladda upp en bild av detta fornminne |
| Vårdsberg 31:1                   | Stensättning                     |              | Vårdsberg, Östergötland |       | 58.397343, 15.741954 | 10052900310001 | Ladda upp en bild av detta fornminne |
| Vårdsberg 31:2                   | Stensättning                     |              | Vårdsberg, Östergötland |       | 58.397181, 15.742060 | 10052900310002 | Ladda upp en bild av detta fornminne |
| Vårdsberg 32:1                   | Gravfält                         |              | Vårdsberg, Östergötland |       | 58.392674, 15.749382 | 10052900320001 | Ladda upp en bild av detta fornminne |
| Vårdsberg 34:1                   | Grav- och boplatsområde          |              | Vårdsberg, Östergötland |       | 58.394750, 15.749546 | 10052900340001 | Ladda upp en bild av detta fornminne |
| Vårdsberg 35:1                   | Stensättning                     |              | Vårdsberg, Östergötland |       | 58.394870, 15.747850 | 10052900350001 | Ladda upp en bild av detta fornminne |
| Vårdsberg 36:1                   | Stensättning                     |              | Vårdsberg, Östergötland |       | 58.394431, 15.747006 | 10052900360001 | Ladda upp en bild av detta fornminne |
| Vårdsberg 36:2                   | Stensättning                     |              | Vårdsberg, Östergötland |       | 58.394481, 15.746650 | 10052900360002 | Ladda upp en bild av detta fornminne |
| Vårdsberg 36:3                   | Stensättning                     |              | Vårdsberg, Östergötland |       | 58.394549, 15.746041 | 10052900360003 | Ladda upp en bild av detta fornminne |
| Vårdsberg 36:4                   | Stensättning                     |              | Vårdsberg, Östergötland |       | 58.394691, 15.745911 | 10052900360004 | Ladda upp en bild av detta fornminne |
| Vårdsberg 40:1                   | Stensättning                     |              | Vårdsberg, Östergötland |       | 58.378546, 15.749166 | 10052900400001 | Ladda upp en bild av detta fornminne |
| Vårdsberg 41:1                   | Stensättning                     |              | Vårdsberg, Östergötland |       | 58.377963, 15.750783 | 10052900410001 | Ladda upp en bild av detta fornminne |
| Vårdsberg 42:1                   | Gravfält                         |              | Vårdsberg, Östergötland |       | 58.377228, 15.752250 | 10052900420001 | Ladda upp en bild av detta fornminne |
| Vårdsberg 44:1                   | Stensättning                     |              | Vårdsberg, Östergötland |       | 58.377954, 15.753788 | 10052900440001 | Ladda upp en bild av detta fornminne |
| Vårdsberg 44:2                   | Stensättning                     |              | Vårdsberg, Östergötland |       | 58.377839, 15.753504 | 10052900440002 | Ladda upp en bild av detta fornminne |
| Vårdsberg 44:3                   | Stensättning                     |              | Vårdsberg, Östergötland |       | 58.377898, 15.753354 | 10052900440003 | Ladda upp en bild av detta fornminne |
| Vårdsberg 45:1                   | Gravfält                         |              | Vårdsberg, Östergötland |       | 58.379751, 15.752707 | 10052900450001 | Ladda upp en bild av detta fornminne |
| Vårdsberg 47:1                   | Stensättning                     |              | Vårdsberg, Östergötland |       | 58.378917, 15.751658 | 10052900470001 | Ladda upp en bild av detta fornminne |
| Vårdsberg 47:2                   | Stensättning                     |              | Vårdsberg, Östergötland |       | 58.379027, 15.752099 | 10052900470002 | Ladda upp en bild av detta fornminne |
| Vårdsberg 47:3                   | Stensättning                     |              | Vårdsberg, Östergötland |       | 58.379043, 15.752451 | 10052900470003 | Ladda upp en bild av detta fornminne |
| Vårdsberg 48:1                   | Stensättning                     |              | Vårdsberg, Östergötland |       | 58.377331, 15.759622 | 10052900480001 | Ladda upp en bild av detta fornminne |
| Vårdsberg 49:1                   | Stensättning                     |              | Vårdsberg, Östergötland |       | 58.379046, 15.760057 | 10052900490001 | Ladda upp en bild av detta fornminne |
| Vårdsberg 49:2                   | Stensättning                     |              | Vårdsberg, Östergötland |       | 58.379052, 15.759759 | 10052900490002 | Ladda upp en bild av detta fornminne |
| Vårdsberg 49:3                   | Stensättning                     |              | Vårdsberg, Östergötland |       | 58.379075, 15.759537 | 10052900490003 | Ladda upp en bild av detta fornminne |
| Vårdsberg 50:1                   | Gravfält                         |              | Vårdsberg, Östergötland |       | 58.381659, 15.754725 | 10052900500001 | Ladda upp en bild av detta fornminne |
| Vårdsberg 51:1                   | Stensättning                     |              | Vårdsberg, Östergötland |       | 58.381681, 15.756225 | 10052900510001 | Ladda upp en bild av detta fornminne |
| Vårdsberg 52:1                   | Stensättning                     |              | Vårdsberg, Östergötland |       | 58.381968, 15.760532 | 10052900520001 | Ladda upp en bild av detta fornminne |
| Vårdsberg 52:2                   | Stensättning                     |              | Vårdsberg, Östergötland |       | 58.381998, 15.760300 | 10052900520002 | Ladda upp en bild av detta fornminne |
| Vårdsberg 52:3                   | Grav markerad av sten/block      |              | Vårdsberg, Östergötland |       | 58.381917, 15.760669 | 10052900520003 | Ladda upp en bild av detta fornminne |
| Vårdsberg 52:4                   | Stensättning                     |              | Vårdsberg, Östergötland |       | 58.381899, 15.760788 | 10052900520004 | Ladda upp en bild av detta fornminne |
| Vårdsberg 53:1                   | Gravfält                         |              | Vårdsberg, Östergötland |       | 58.383290, 15.757296 | 10052900530001 | Ladda upp en bild av detta fornminne |
| Vårdsberg 54:1                   | Stensättning                     |              | Vårdsberg, Östergötland |       | 58.383285, 15.760563 | 10052900540001 | Ladda upp en bild av detta fornminne |
| Vårdsberg 56:1                   | Gravfält                         |              | Vårdsberg, Östergötland |       | 58.384481, 15.761432 | 10052900560001 | Ladda upp en bild av detta fornminne |
| Vårdsberg 59:1                   | Hällristning                     |              | Vårdsberg, Östergötland |       | 58.373269, 15.765910 | 10052900590001 | Ladda upp en bild av detta fornminne |
| Vårdsberg 59:2                   | Hällristning                     |              | Vårdsberg, Östergötland |       | 58.373235, 15.765657 | 10052900590002 | Ladda upp en bild av detta fornminne |
| Vårdsberg 61:1                   | Stensättning                     |              | Vårdsberg, Östergötland |       | 58.379541, 15.765464 | 10052900610001 | Ladda upp en bild av detta fornminne |
| Vårdsberg 63:1                   | Gravfält                         |              | Vårdsberg, Östergötland |       | 58.377405, 15.773189 | 10052900630001 | Ladda upp en bild av detta fornminne |
| Vårdsberg 64:1                   | Stensättning                     |              | Vårdsberg, Östergötland |       | 58.377893, 15.771832 | 10052900640001 | Ladda upp en bild av detta fornminne |
| Vårdsberg 65:1                   | Stensättning                     |              | Vårdsberg, Östergötland |       | 58.379572, 15.771764 | 10052900650001 | Ladda upp en bild av detta fornminne |
| Vårdsberg 65:2                   | Grav markerad av sten/block      |              | Vårdsberg, Östergötland |       | 58.379430, 15.771675 | 10052900650002 | Ladda upp en bild av detta fornminne |
| Vårdsberg 65:4                   | Stensättning                     |              | Vårdsberg, Östergötland |       | 58.379784, 15.771258 | 10052900650004 | Ladda upp en bild av detta fornminne |
| Vårdsberg 67:2                   | Stensättning                     |              | Vårdsberg, Östergötland |       | 58.382161, 15.767198 | 10052900670002 | Ladda upp en bild av detta fornminne |
| Vårdsberg 67:3                   | Stensättning                     |              | Vårdsberg, Östergötland |       | 58.382015, 15.767353 | 10052900670003 | Ladda upp en bild av detta fornminne |
| Vårdsberg 67:4                   | Stensättning                     |              | Vårdsberg, Östergötland |       | 58.381829, 15.767656 | 10052900670004 | Ladda upp en bild av detta fornminne |
| Vårdsberg 67:6                   | Stensättning                     |              | Vårdsberg, Östergötland |       | 58.381749, 15.768439 | 10052900670006 | Ladda upp en bild av detta fornminne |
| Vårdsberg 67:7                   | Stensättning                     |              | Vårdsberg, Östergötland |       | 58.381644, 15.768524 | 10052900670007 | Ladda upp en bild av detta fornminne |
| Vårdsberg 70:1                   | Stensättning                     |              | Vårdsberg, Östergötland |       | 58.381676, 15.777775 | 10052900700001 | Ladda upp en bild av detta fornminne |
| Vårdsberg 71:1                   | Stensättning                     |              | Vårdsberg, Östergötland |       | 58.377351, 15.778852 | 10052900710001 | Ladda upp en bild av detta fornminne |
| Vårdsberg 72:1                   | Stensättning                     |              | Vårdsberg, Östergötland |       | 58.379243, 15.788397 | 10052900720001 | Ladda upp en bild av detta fornminne |
| Vårdsberg 73:1                   | Stensättning                     |              | Vårdsberg, Östergötland |       | 58.377443, 15.784177 | 10052900730001 | Ladda upp en bild av detta fornminne |
| Vårdsberg 73:2                   | Stensättning                     |              | Vårdsberg, Östergötland |       | 58.377475, 15.784386 | 10052900730002 | Ladda upp en bild av detta fornminne |
| Vårdsberg 74:1                   | Grav markerad av sten/block      |              | Vårdsberg, Östergötland |       | 58.389625, 15.771745 | 10052900740001 | Ladda upp en bild av detta fornminne |
| Vårdsberg 74:2                   | Grav markerad av sten/block      |              | Vårdsberg, Östergötland |       | 58.389858, 15.771800 | 10052900740002 | Ladda upp en bild av detta fornminne |
| Vårdsberg 74:3                   | Grav markerad av sten/block      |              | Vårdsberg, Östergötland |       | 58.389863, 15.772073 | 10052900740003 | Ladda upp en bild av detta fornminne |
| Vårdsberg 76:1                   | Gravfält                         |              | Vårdsberg, Östergötland |       | 58.386718, 15.770359 | 10052900760001 | Ladda upp en bild av detta fornminne |
| Vårdsberg 77:1                   | Gravfält                         |              | Vårdsberg, Östergötland |       | 58.386073, 15.779108 | 10052900770001 | Ladda upp en bild av detta fornminne |
| Vårdsberg 81:1                   | Gravfält                         |              | Vårdsberg, Östergötland |       | 58.384524, 15.776059 | 10052900810001 | Ladda upp en bild av detta fornminne |
| Vårdsberg 84:1                   | Stensättning                     |              | Vårdsberg, Östergötland |       | 58.399460, 15.780538 | 10052900840001 | Ladda upp en bild av detta fornminne |
| Vårdsberg 85:1                   | Stensättning                     |              | Vårdsberg, Östergötland |       | 58.404763, 15.782488 | 10052900850001 | Ladda upp en bild av detta fornminne |
| Vårdsberg 85:2                   | Stensättning                     |              | Vårdsberg, Östergötland |       | 58.404579, 15.782618 | 10052900850002 | Ladda upp en bild av detta fornminne |
| Vårdsberg 85:3                   | Stensättning                     |              | Vårdsberg, Östergötland |       | 58.404711, 15.783005 | 10052900850003 | Ladda upp en bild av detta fornminne |
| Vårdsberg 85:4                   | Stensättning                     |              | Vårdsberg, Östergötland |       | 58.404648, 15.781972 | 10052900850004 | Ladda upp en bild av detta fornminne |
| Vårdsberg 85:5                   | Stensättning                     |              | Vårdsberg, Östergötland |       | 58.404410, 15.782852 | 10052900850005 | Ladda upp en bild av detta fornminne |
| Vårdsberg 85:7                   | Stensättning                     |              | Vårdsberg, Östergötland |       | 58.403946, 15.782296 | 10052900850007 | Ladda upp en bild av detta fornminne |
| Vårdsberg 87:1                   | Stensättning                     |              | Vårdsberg, Östergötland |       | 58.404622, 15.776770 | 10052900870001 | Ladda upp en bild av detta fornminne |
| Vårdsberg 88:1                   | Stensättning                     |              | Vårdsberg, Östergötland |       | 58.403774, 15.770987 | 10052900880001 | Ladda upp en bild av detta fornminne |
| Vårdsberg 89:1                   | Stensättning                     |              | Vårdsberg, Östergötland |       | 58.403525, 15.767182 | 10052900890001 | Ladda upp en bild av detta fornminne |
| Vårdsberg 89:2                   | Stensättning                     |              | Vårdsberg, Östergötland |       | 58.403558, 15.766974 | 10052900890002 | Ladda upp en bild av detta fornminne |
| Vårdsberg 89:3                   | Stensättning                     |              | Vårdsberg, Östergötland |       | 58.403623, 15.766698 | 10052900890003 | Ladda upp en bild av detta fornminne |
| Vårdsberg 90:1                   | Gravfält                         |              | Vårdsberg, Östergötland |       | 58.403467, 15.768346 | 10052900900001 | Ladda upp en bild av detta fornminne |
| Vårdsberg 91:1                   | Grav- och boplatsområde          |              | Vårdsberg, Östergötland |       | 58.403125, 15.769660 | 10052900910001 | Ladda upp en bild av detta fornminne |
| Vårdsberg 94:1                   | Stensättning                     |              | Vårdsberg, Östergötland |       | 58.408402, 15.771827 | 10052900940001 | Ladda upp en bild av detta fornminne |
| Vårdsberg 96:1                   | Stensättning                     |              | Vårdsberg, Östergötland |       | 58.406703, 15.763492 | 10052900960001 | Ladda upp en bild av detta fornminne |
| Vårdsberg 96:2                   | Stensättning                     |              | Vårdsberg, Östergötland |       | 58.406732, 15.763256 | 10052900960002 | Ladda upp en bild av detta fornminne |
| Vårdsberg 97:1                   | Stensättning                     |              | Vårdsberg, Östergötland |       | 58.410258, 15.768707 | 10052900970001 | Ladda upp en bild av detta fornminne |
| Vårdsberg 97:2                   | Stensättning                     |              | Vårdsberg, Östergötland |       | 58.410214, 15.769292 | 10052900970002 | Ladda upp en bild av detta fornminne |
| Vårdsberg 97:3                   | Stensättning                     |              | Vårdsberg, Östergötland |       | 58.410499, 15.768607 | 10052900970003 | Ladda upp en bild av detta fornminne |
| Vårdsberg 99:1                   | Stensättning                     |              | Vårdsberg, Östergötland |       | 58.413315, 15.771791 | 10052900990001 | Ladda upp en bild av detta fornminne |
| Vårdsberg 99:2                   | Hällristning                     |              | Vårdsberg, Östergötland |       | 58.413548, 15.771127 | 10052900990002 | Ladda upp en bild av detta fornminne |
| Vårdsberg 100:1                  | Stensättning                     |              | Vårdsberg, Östergötland |       | 58.427771, 15.741715 | 10052901000001 | Ladda upp en bild av detta fornminne |
| Vårdsberg 100:5                  | Hällristning                     |              | Vårdsberg, Östergötland |       | 58.427916, 15.741526 | 10052901000005 | Ladda upp en bild av detta fornminne |
| Vårdsberg 100:6                  | Hällristning                     |              | Vårdsberg, Östergötland |       | 58.427958, 15.741447 | 10052901000006 | Ladda upp en bild av detta fornminne |
| Kyrkberget (Vårdsberg 101:1)     | Gravfält                         |              | Vårdsberg, Östergötland |       | 58.425821, 15.748923 | 10052901010001 | Ladda upp en bild av detta fornminne |
| Vårdsberg 102:2                  | Grav markerad av sten/block      |              | Vårdsberg, Östergötland |       | 58.426396, 15.753551 | 10052901020002 | Ladda upp en bild av detta fornminne |
| Vårdsberg 103:1                  | Stensättning                     |              | Vårdsberg, Östergötland |       | 58.425834, 15.757585 | 10052901030001 | Ladda upp en bild av detta fornminne |
| Vårdsberg 103:3                  | Stensättning                     |              | Vårdsberg, Östergötland |       | 58.425794, 15.756839 | 10052901030003 | Ladda upp en bild av detta fornminne |
| Vårdsberg 105:1                  | Stensättning                     |              | Vårdsberg, Östergötland |       | 58.424382, 15.755952 | 10052901050001 | Ladda upp en bild av detta fornminne |
| Vårdsberg 106:1                  | Gravfält                         |              | Vårdsberg, Östergötland |       | 58.421688, 15.759698 | 10052901060001 | Ladda upp en bild av detta fornminne |
| Vårdsberg 108:1                  | Gravfält                         |              | Vårdsberg, Östergötland |       | 58.417818, 15.760904 | 10052901080001 | Ladda upp en bild av detta fornminne |
| Vårdsberg 111:1                  | Stensättning                     |              | Vårdsberg, Östergötland |       | 58.416436, 15.761256 | 10052901110001 | Ladda upp en bild av detta fornminne |
| Vårdsberg 111:2                  | Stensättning                     |              | Vårdsberg, Östergötland |       | 58.416487, 15.760942 | 10052901110002 | Ladda upp en bild av detta fornminne |
| Vårdsberg 112:1                  | Stensättning                     |              | Vårdsberg, Östergötland |       | 58.414429, 15.760983 | 10052901120001 | Ladda upp en bild av detta fornminne |
| Vårdsberg 113:1                  | Husgrund, historisk tid          |              | Vårdsberg, Östergötland |       | 58.418973, 15.748619 | 10052901130001 | Ladda upp en bild av detta fornminne |
| Vårdsberg 114:1                  | Stensättning                     |              | Vårdsberg, Östergötland |       | 58.419496, 15.753588 | 10052901140001 | Ladda upp en bild av detta fornminne |
| Vårdsberg 115:1                  | Stensättning                     |              | Vårdsberg, Östergötland |       | 58.415976, 15.754868 | 10052901150001 | Ladda upp en bild av detta fornminne |
| Vårdsberg 116:1                  | Gravfält                         |              | Vårdsberg, Östergötland |       | 58.415568, 15.740101 | 10052901160001 | Ladda upp en bild av detta fornminne |
| Vårdsberg 118:1                  | Grav- och boplatsområde          |              | Vårdsberg, Östergötland |       | 58.413333, 15.749619 | 10052901180001 | Ladda upp en bild av detta fornminne |
| Vårdsberg 119:3                  | Stensättning                     |              | Vårdsberg, Östergötland |       | 58.412656, 15.751193 | 10052901190003 | Ladda upp en bild av detta fornminne |
| Vårdsberg 119:4                  | Stensättning                     |              | Vårdsberg, Östergötland |       | 58.412576, 15.751498 | 10052901190004 | Ladda upp en bild av detta fornminne |
| Vårdsberg 120:1                  | Gravfält                         |              | Vårdsberg, Östergötland |       | 58.413224, 15.751423 | 10052901200001 | Ladda upp en bild av detta fornminne |
| Vårdsberg 123:1                  | Stensättning                     |              | Vårdsberg, Östergötland |       | 58.411482, 15.752549 | 10052901230001 | Ladda upp en bild av detta fornminne |
| Vårdsberg 124:1                  | Stensättning                     |              | Vårdsberg, Östergötland |       | 58.409664, 15.760904 | 10052901240001 | Ladda upp en bild av detta fornminne |
| Vårdsberg 125:1                  | Stensättning                     |              | Vårdsberg, Östergötland |       | 58.415344, 15.773819 | 10052901250001 | Ladda upp en bild av detta fornminne |
| Vårdsberg 126:1                  | Stensättning                     |              | Vårdsberg, Östergötland |       | 58.414542, 15.773952 | 10052901260001 | Ladda upp en bild av detta fornminne |
| Vårdsberg 126:2                  | Stensättning                     |              | Vårdsberg, Östergötland |       | 58.414614, 15.774277 | 10052901260002 | Ladda upp en bild av detta fornminne |
| Vårdsberg 126:3                  | Stensättning                     |              | Vårdsberg, Östergötland |       | 58.414736, 15.774314 | 10052901260003 | Ladda upp en bild av detta fornminne |
| Skrapan (Vårdsberg 127:1)        | Gravfält                         |              | Vårdsberg, Östergötland |       | 58.415600, 15.776113 | 10052901270001 | Ladda upp en bild av detta fornminne |
| Vårdsberg 130:1                  | Stensättning                     |              | Vårdsberg, Östergötland |       | 58.419603, 15.773289 | 10052901300001 | Ladda upp en bild av detta fornminne |
| Vårdsberg 130:2                  | Stensättning                     |              | Vårdsberg, Östergötland |       | 58.419790, 15.773453 | 10052901300002 | Ladda upp en bild av detta fornminne |
| Vårdsberg 130:3                  | Stensättning                     |              | Vårdsberg, Östergötland |       | 58.419700, 15.773648 | 10052901300003 | Ladda upp en bild av detta fornminne |
| Vårdsberg 131:1                  | Gravfält                         |              | Vårdsberg, Östergötland |       | 58.423793, 15.779511 | 10052901310001 | Ladda upp en bild av detta fornminne |
| Vårdsberg 132:1                  | Stensättning                     |              | Vårdsberg, Östergötland |       | 58.422281, 15.781747 | 10052901320001 | Ladda upp en bild av detta fornminne |
| Vårdsberg 132:2                  | Stensättning                     |              | Vårdsberg, Östergötland |       | 58.422368, 15.782268 | 10052901320002 | Ladda upp en bild av detta fornminne |
| Vårdsberg 132:3                  | Stensättning                     |              | Vårdsberg, Östergötland |       | 58.422305, 15.782566 | 10052901320003 | Ladda upp en bild av detta fornminne |
| Vårdsberg 132:4                  | Stensättning                     |              | Vårdsberg, Östergötland |       | 58.422105, 15.783388 | 10052901320004 | Ladda upp en bild av detta fornminne |
| Vårdsberg 132:5                  | Stensättning                     |              | Vårdsberg, Östergötland |       | 58.422108, 15.784253 | 10052901320005 | Ladda upp en bild av detta fornminne |
| Vårdsberg 132:6                  | Stensättning                     |              | Vårdsberg, Östergötland |       | 58.422072, 15.784698 | 10052901320006 | Ladda upp en bild av detta fornminne |
| Vårdsberg 132:7                  | Stensättning                     |              | Vårdsberg, Östergötland |       | 58.422026, 15.785164 | 10052901320007 | Ladda upp en bild av detta fornminne |
| Vårdsberg 135:1                  | Stensättning                     |              | Vårdsberg, Östergötland |       | 58.427783, 15.770653 | 10052901350001 | Ladda upp en bild av detta fornminne |
| Vårdsberg 135:2                  | Stensättning                     |              | Vårdsberg, Östergötland |       | 58.427587, 15.770682 | 10052901350002 | Ladda upp en bild av detta fornminne |
| Vårdsberg 136:1                  | Stensättning                     |              | Vårdsberg, Östergötland |       | 58.427289, 15.771987 | 10052901360001 | Ladda upp en bild av detta fornminne |
| Vårdsberg 136:2                  | Stensättning                     |              | Vårdsberg, Östergötland |       | 58.427436, 15.771723 | 10052901360002 | Ladda upp en bild av detta fornminne |
| Vårdsberg 137:1                  | Grav- och boplatsområde          |              | Vårdsberg, Östergötland |       | 58.431938, 15.776314 | 10052901370001 | Ladda upp en bild av detta fornminne |
| Vårdsberg 140:1                  | Stensättning                     |              | Vårdsberg, Östergötland |       | 58.432598, 15.775060 | 10052901400001 | Ladda upp en bild av detta fornminne |
| Vårdsberg 141:1                  | Gravfält                         |              | Vårdsberg, Östergötland |       | 58.432867, 15.779665 | 10052901410001 | Ladda upp en bild av detta fornminne |
| Vårdsberg 143:1                  | Gravfält                         |              | Vårdsberg, Östergötland |       | 58.421222, 15.785553 | 10052901430001 | Ladda upp en bild av detta fornminne |
| Vårdsberg 144:1                  | Gravfält                         |              | Vårdsberg, Östergötland |       | 58.421781, 15.789453 | 10052901440001 | Ladda upp en bild av detta fornminne |
| Vårdsberg 145:1                  | Stensättning                     |              | Vårdsberg, Östergötland |       | 58.408019, 15.779525 | 10052901450001 | Ladda upp en bild av detta fornminne |
| Vårdsberg 145:2                  | Stensättning                     |              | Vårdsberg, Östergötland |       | 58.407909, 15.778899 | 10052901450002 | Ladda upp en bild av detta fornminne |
| Vårdsberg 146:1                  | Hög                              |              | Vårdsberg, Östergötland |       | 58.408982, 15.786766 | 10052901460001 | Ladda upp en bild av detta fornminne |
| Vårdsberg 147:1                  | Gravfält                         |              | Vårdsberg, Östergötland |       | 58.415487, 15.789422 | 10052901470001 | Ladda upp en bild av detta fornminne |
| Vårdsberg 148:1                  | Stensättning                     |              | Vårdsberg, Östergötland |       | 58.414494, 15.793271 | 10052901480001 | Ladda upp en bild av detta fornminne |
| Vårdsberg 148:2                  | Stensättning                     |              | Vårdsberg, Östergötland |       | 58.414815, 15.793006 | 10052901480002 | Ladda upp en bild av detta fornminne |
| Vårdsberg 148:3                  | Stensättning                     |              | Vårdsberg, Östergötland |       | 58.415007, 15.793297 | 10052901480003 | Ladda upp en bild av detta fornminne |
| Vårdsberg 148:4                  | Stensättning                     |              | Vårdsberg, Östergötland |       | 58.414833, 15.793718 | 10052901480004 | Ladda upp en bild av detta fornminne |
| Vårdsberg 151:1                  | Gravfält                         |              | Vårdsberg, Östergötland |       | 58.414383, 15.794484 | 10052901510001 | Ladda upp en bild av detta fornminne |
| Vårdsberg 152:1                  | Stensättning                     |              | Vårdsberg, Östergötland |       | 58.412678, 15.816812 | 10052901520001 | Ladda upp en bild av detta fornminne |
| Vårdsberg 152:2                  | Stensättning                     |              | Vårdsberg, Östergötland |       | 58.412571, 15.817000 | 10052901520002 | Ladda upp en bild av detta fornminne |
| Vårdsberg 152:3                  | Stensättning                     |              | Vårdsberg, Östergötland |       | 58.412548, 15.817773 | 10052901520003 | Ladda upp en bild av detta fornminne |
| Vårdsberg 152:4                  | Stensättning                     |              | Vårdsberg, Östergötland |       | 58.412906, 15.817637 | 10052901520004 | Ladda upp en bild av detta fornminne |
| Vårdsberg 152:5                  | Stensättning                     |              | Vårdsberg, Östergötland |       | 58.412959, 15.818053 | 10052901520005 | Ladda upp en bild av detta fornminne |
| Vårdsberg 152:6                  | Stensättning                     |              | Vårdsberg, Östergötland |       | 58.412966, 15.819063 | 10052901520006 | Ladda upp en bild av detta fornminne |
| Vårdsberg 156:1                  | Gravfält                         |              | Vårdsberg, Östergötland |       | 58.411537, 15.812108 | 10052901560001 | Ladda upp en bild av detta fornminne |
| Vårdsberg 162:1                  | Gravfält                         |              | Vårdsberg, Östergötland |       | 58.409551, 15.796883 | 10052901620001 | Ladda upp en bild av detta fornminne |
| Vårdsberg 165:1                  | Hög                              |              | Vårdsberg, Östergötland |       | 58.415754, 15.782630 | 10052901650001 | Ladda upp en bild av detta fornminne |
| Vårdsberg 169:1                  | Stensättning                     |              | Vårdsberg, Östergötland |       | 58.409267, 15.784962 | 10052901690001 | Ladda upp en bild av detta fornminne |
| Vårdsberg 172:1                  | Stensättning                     |              | Vårdsberg, Östergötland |       | 58.371146, 15.762934 | 10052901720001 | Ladda upp en bild av detta fornminne |
| Vårdsberg 174:1                  | Runristning                      |              | Vårdsberg, Östergötland |       | 58.403825, 15.751379 | 10052901740001 | Ladda upp en bild av detta fornminne |
| Vårdsberg 175:1                  | Gravfält                         |              | Vårdsberg, Östergötland |       | 58.435417, 15.782120 | 10052901750001 | Ladda upp en bild av detta fornminne |
| Vårdsberg 176:1                  | Gravfält                         |              | Vårdsberg, Östergötland |       | 58.435183, 15.783126 | 10052901760001 | Ladda upp en bild av detta fornminne |
| Vårdsberg 178:1                  | Hällristning                     |              | Vårdsberg, Östergötland |       | 58.428412, 15.777913 | 10052901780001 | Ladda upp en bild av detta fornminne |
| Vårdsberg 178:2                  | Hällristning                     |              | Vårdsberg, Östergötland |       | 58.428565, 15.777810 | 10052901780002 | Ladda upp en bild av detta fornminne |
| Kullen (Vårdsberg 179:1)         | Hällristning                     |              | Vårdsberg, Östergötland |       | 58.435825, 15.773392 | 10052901790001 | Ladda upp en bild av detta fornminne |
| Kullen (Vårdsberg 179:2)         | Hällristning                     |              | Vårdsberg, Östergötland |       | 58.435899, 15.773556 | 10052901790002 | Ladda upp en bild av detta fornminne |
| Vårdsberg 181:1                  | Stensättning                     |              | Vårdsberg, Östergötland |       | 58.410988, 15.822539 | 10052901810001 | Ladda upp en bild av detta fornminne |
| Vårdsberg 185:1                  | Hällristning                     |              | Vårdsberg, Östergötland |       | 58.426874, 15.735104 | 10052901850001 | Ladda upp en bild av detta fornminne |
| Vårdsberg 185:2                  | Hällristning                     |              | Vårdsberg, Östergötland |       | 58.426958, 15.735141 | 10052901850002 | Ladda upp en bild av detta fornminne |
| Vårdsberg 187:1                  | Stensättning                     |              | Vårdsberg, Östergötland |       | 58.426113, 15.747365 | 10052901870001 | Ladda upp en bild av detta fornminne |
| Vårdsberg 194:1                  | Hällristning                     |              | Vårdsberg, Östergötland |       | 58.416417, 15.782320 | 10052901940001 | Ladda upp en bild av detta fornminne |
| Vårdsberg 194:2                  | Hällristning                     |              | Vårdsberg, Östergötland |       | 58.416579, 15.782251 | 10052901940002 | Ladda upp en bild av detta fornminne |
| Vårdsberg 198:1                  | Hällristning                     |              | Vårdsberg, Östergötland |       | 58.428769, 15.768521 | 10052901980001 | Ladda upp en bild av detta fornminne |
| Vårdsberg 211:1                  | Hällristning                     |              | Vårdsberg, Östergötland |       | 58.418766, 15.796767 | 10052902110001 | Ladda upp en bild av detta fornminne |
| Vårdsberg 211:2                  | Stensättning                     |              | Vårdsberg, Östergötland |       | 58.418765, 15.796490 | 10052902110002 | Ladda upp en bild av detta fornminne |
| Vårdsberg 212:1                  | Stensättning                     |              | Vårdsberg, Östergötland |       | 58.414261, 15.792129 | 10052902120001 | Ladda upp en bild av detta fornminne |
| Vårdsberg 212:2                  | Stensättning                     |              | Vårdsberg, Östergötland |       | 58.414265, 15.792317 | 10052902120002 | Ladda upp en bild av detta fornminne |
| Vårdsberg 216:1                  | Hällristning                     |              | Vårdsberg, Östergötland |       | 58.400250, 15.780894 | 10052902160001 | Ladda upp en bild av detta fornminne |
| Vårdsberg 219:1                  | Hällristning                     |              | Vårdsberg, Östergötland |       | 58.402817, 15.769868 | 10052902190001 | Ladda upp en bild av detta fornminne |
| Vårdsberg 223:1                  | Gravfält                         |              | Vårdsberg, Östergötland |       | 58.424414, 15.784064 | 10052902230001 | Ladda upp en bild av detta fornminne |
| Vårdsberg 230:1                  | Stensättning                     |              | Vårdsberg, Östergötland |       | 58.414020, 15.797198 | 10052902300001 | Ladda upp en bild av detta fornminne |
| Vårdsberg 230:3                  | Stensättning                     |              | Vårdsberg, Östergötland |       | 58.414034, 15.796909 | 10052902300003 | Ladda upp en bild av detta fornminne |
| Vårdsberg 231:2                  | Stensättning                     |              | Vårdsberg, Östergötland |       | 58.414200, 15.795790 | 10052902310002 | Ladda upp en bild av detta fornminne |
| Vårdsberg 235:1                  | Gravfält                         |              | Vårdsberg, Östergötland |       | 58.390203, 15.746903 | 10052902350001 | Ladda upp en bild av detta fornminne |
| Vårdsberg 237:1                  | Stensättning                     |              | Vårdsberg, Östergötland |       | 58.414706, 15.789866 | 10052902370001 | Ladda upp en bild av detta fornminne |
| Vårdsberg 237:2                  | Stensättning                     |              | Vårdsberg, Östergötland |       | 58.414602, 15.790000 | 10052902370002 | Ladda upp en bild av detta fornminne |
| Vårdsberg 240:1                  | Stensättning                     |              | Vårdsberg, Östergötland |       | 58.378658, 15.762066 | 10052902400001 | Ladda upp en bild av detta fornminne |
| Vårdsberg 240:2                  | Stensättning                     |              | Vårdsberg, Östergötland |       | 58.378775, 15.762135 | 10052902400002 | Ladda upp en bild av detta fornminne |
| Vårdsberg 242:1                  | Stensättning                     |              | Vårdsberg, Östergötland |       | 58.380419, 15.756474 | 10052902420001 | Ladda upp en bild av detta fornminne |
| Vårdsberg 242:2                  | Stensättning                     |              | Vårdsberg, Östergötland |       | 58.380801, 15.756413 | 10052902420002 | Ladda upp en bild av detta fornminne |
| Vårdsberg 242:3                  | Stensättning                     |              | Vårdsberg, Östergötland |       | 58.380868, 15.755859 | 10052902420003 | Ladda upp en bild av detta fornminne |
| Vårdsberg 242:4                  | Stensättning                     |              | Vårdsberg, Östergötland |       | 58.381046, 15.755845 | 10052902420004 | Ladda upp en bild av detta fornminne |
| Vårdsberg 246:1                  | Hällristning                     |              | Vårdsberg, Östergötland |       | 58.389027, 15.773102 | 10052902460001 | Ladda upp en bild av detta fornminne |
| Vårdsberg 250:1                  | Stensättning                     |              | Vårdsberg, Östergötland |       | 58.386647, 15.777173 | 10052902500001 | Ladda upp en bild av detta fornminne |
| Vårdsberg 250:2                  | Stensättning                     |              | Vårdsberg, Östergötland |       | 58.386758, 15.777193 | 10052902500002 | Ladda upp en bild av detta fornminne |
| Vårdsberg 250:3                  | Stensättning                     |              | Vårdsberg, Östergötland |       | 58.386941, 15.777395 | 10052902500003 | Ladda upp en bild av detta fornminne |
| Vårdsberg 260:1                  | Hällristning                     |              | Vårdsberg, Östergötland |       | 58.383533, 15.755083 | 10052902600001 | Ladda upp en bild av detta fornminne |
| Vårdsberg 264:1                  | Stensättning                     |              | Vårdsberg, Östergötland |       | 58.415224, 15.717036 | 10052902640001 | Ladda upp en bild av detta fornminne |
| Vårdsberg 275:1                  | Hällristning                     |              | Vårdsberg, Östergötland |       | 58.413407, 15.784113 | 10052902750001 | Ladda upp en bild av detta fornminne |
| Vårdsberg 283                    | Husgrund, förhistorisk/medeltida |              | Vårdsberg, Östergötland |       | 58.404013, 15.751098 | 12000000028488 | Ladda upp en bild av detta fornminne |
| Vårdsberg 284                    | Husgrund, förhistorisk/medeltida |              | Vårdsberg, Östergötland |       | 58.404180, 15.751713 | 12000000028489 | Ladda upp en bild av detta fornminne |
| Bankekind 48:1                   | Gravfält                         |              | Vårdsberg, Östergötland |       | 58.406657, 15.792533 | 10040300480001 | Ladda upp en bild av detta fornminne |
| Bankekind 212:1                  | Stensättning                     |              | Vårdsberg, Östergötland |       | 58.407932, 15.803359 | 10040302120001 | Ladda upp en bild av detta fornminne |
| Bankekind 213:1                  | Stensättning                     |              | Vårdsberg, Östergötland |       | 58.407093, 15.800430 | 10040302130001 | Ladda upp en bild av detta fornminne |
| Bankekind 248:1                  | Stensättning                     |              | Vårdsberg, Östergötland |       | 58.409665, 15.806178 | 10040302480001 | Ladda upp en bild av detta fornminne |
| Bankekind 248:2                  | Stensättning                     |              | Vårdsberg, Östergötland |       | 58.409766, 15.806550 | 10040302480002 | Ladda upp en bild av detta fornminne |
| Bankekind 302:1                  | Gravfält                         |              | Vårdsberg, Östergötland |       | 58.410045, 15.804144 | 10040303020001 | Ladda upp en bild av detta fornminne |